# Standartenführer

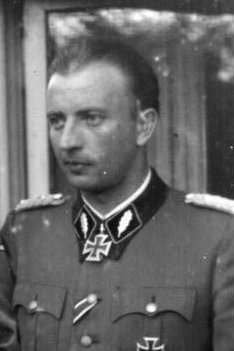
Hermann Fegelein (1906–1945). Runt halsen bär Fegelein Riddarkorset av Järnkorset.

SS-Standartenführer var en grad inom Nazitysklands paramilitära organisation SS, motsvarande överste inom armén. 

## SS-Standartenführer i urval
- Paul Blobel
- Rudolf Brandt
- Léon Degrelle
- Hermann Florstedt
- Hans-Hendrik Neumann
- Joachim Peiper
- Walter Rauff
- Martin Sandberger
- Otto Skorzeny
- Hyazinth Strachwitz von Gross-Zauche und Camminetz
- Karl Zindel
- Heinrich Seetzen
- Helmut Knochen
- Walter Huppenkothen
- Otto Sens
- Günther Tamaschke

## Gradbeteckningar för Standartenführer i Waffen-SS

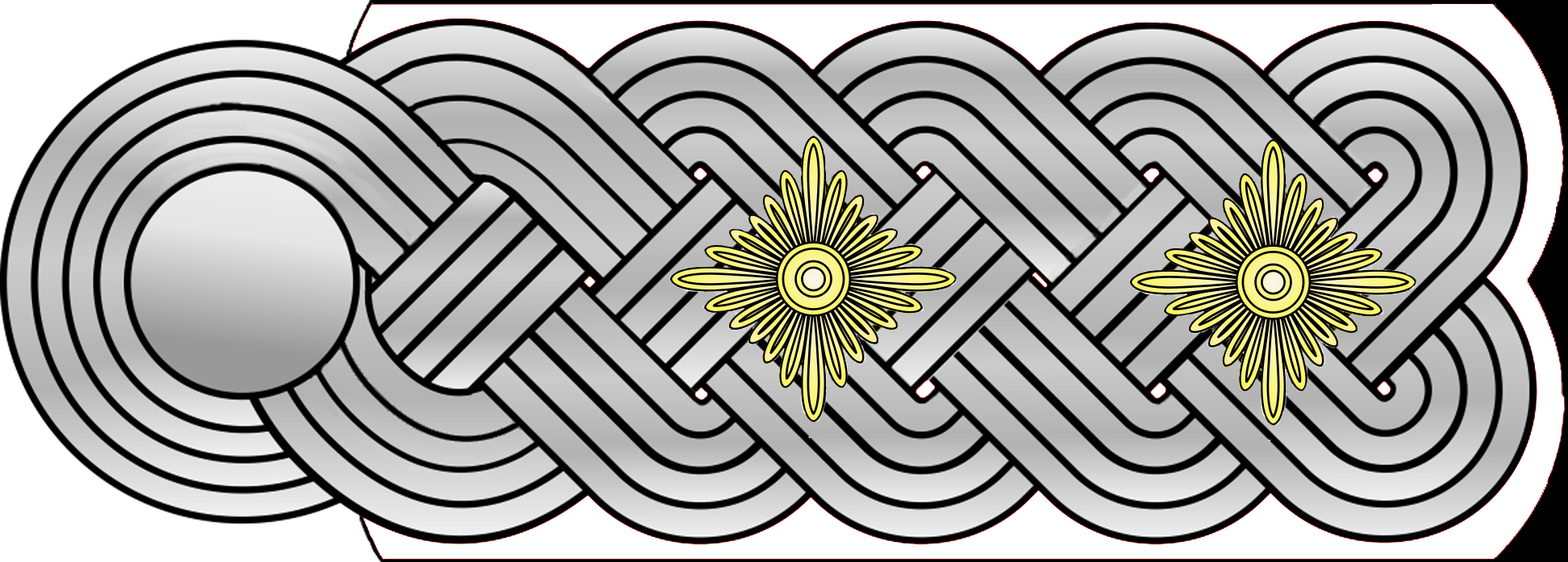
Axelklaff
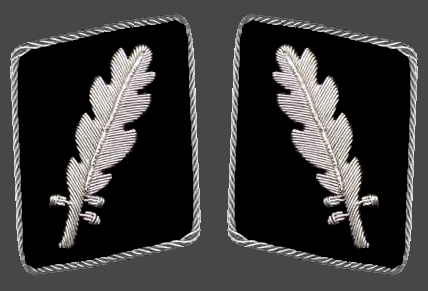
Kragspeglar
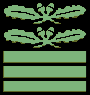
Kamouflage
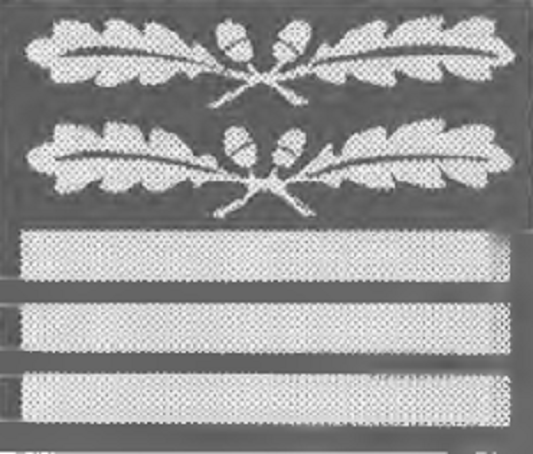
Kamouflage